# نان خمیر ترش

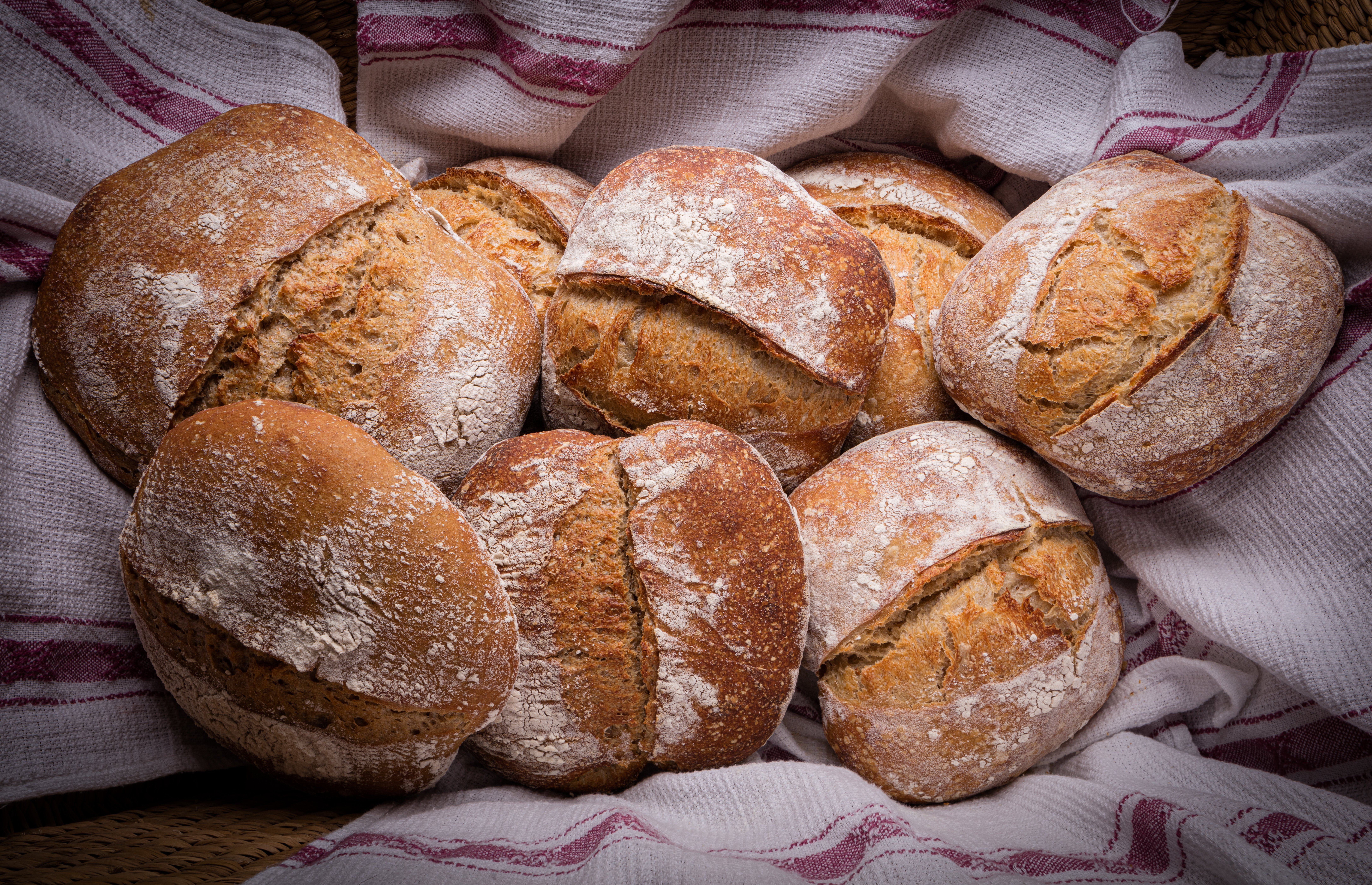
نان خمیر ترش خانگی

نان خمیر ترش (انگلیسی: Sourdough) نانی است تولید شده به وسیلهٔ تخمیر طولانی مدت خمیر با استفاده از لاکتوباسیلوس و مخمرهایی که به طور طبیعی رخ می‌دهند. این نان در مقایسه با نان‌های درست شده با استفاده از مخمرهای کشت داده شده، معمولاً طعم ترش ملایمی دارد که ناشی از اسید لاکتیک تولید شده توسط لاکتوباسیلوس است.

## تاثیرات احتمالی تخمیر
نان خمیر ترش در مقایسه با دیگر انواع نان دارای شاخص قندخونی نسبتاً کم‌تری است. فعالیت آنزیم‌های غلات در طی تخمیر خمیر ترش، فیتات‌ها را آبکافت می‌کند، که همین موضوع باعث بهبود در جذب برخی مواد مغذی معدنی و ویتامین‌هایی می‌گردد  که بیشتر آن‌ها در سبوس یافت می‌شوند.
تخمیر خمیر ترش، آن دسته از ترکیبات گندم را که ممکن است به حساسیت غیر سلیاک به گندم و سندرم روده تحریک‌پذیر منجر شوند کاهش می‌دهد. تخمیر خمیر ترش و باکتری اسید لاکتیک ممکن است برای بهبود کیفیت نان‌های بدون گلوتن، مثلا برای بهبود بافت، عطر و عمر انباری مفید باشد.